# Object 775
Object 775 (Russisch: Предмет 775) is een experimentele tank gebouwd door de Sovjet-Unie in 1962. Er is maar een van gebouwd, die in het Tankmuseum van Koebinka staat op vijftig kilometer van Moskou. De tank heeft een koepel van slechts 47 cm hoog en heeft een raketlanceerder als hoofdgeschut. De tank werd ontworpen door de hoofdontwerpersafdeling P. P. Isakov in 1962. De tank is gebouwd op de romp van een T-64 en voorzien van een verkleinde koepel.
Hoe de tank aan zijn naam is gekomen is nog steeds niet duidelijk.